# Orlando Maturana
Orlando Maturana Vargas (Barranquilla, 11 ottobre 1965) è un ex calciatore colombiano, di ruolo attaccante.

## Carriera

### Club
Debutta nel 1991 con l'América de Cali, dove nel 1993 guadagna anche la convocazione in nazionale. Approdato al calcio argentino, all'Independiente di Avellaneda, gioca solo cinque partite senza segnare, e torna in patria. Nel 2000 torna all'América de Cali, e nel 2001 passa brevemente al Club Olimpia di Asunción. Nel 2002 si è ritirato con la maglia dell'Independiente Santa Fe.

### Nazionale
Ha partecipato ai Mondiali Under-20 del 1985.
Con la nazionale di calcio della Colombia ha giocato 2 volte, venendo incluso nella lista dei convocati per la Copa América 1993.

## Palmarès

### Club

#### Competizioni nazionali
- Campionato colombiano: 3

América de Cali: 1986, 1990, 1992
- Campionato argentino: 1

Independiente: Clausura 1994

#### Competizioni internazionali
- Supercoppa Sudamericana: 2

Independiente: 1994, 1995
- Recopa Sudamericana: 1

Independiente: 1995